# Andrena fracta
Andrena fracta is een vliesvleugelig insect uit de familie Andrenidae. De wetenschappelijke naam van de soort is voor het eerst geldig gepubliceerd in 1896 door Casad & Cockerell.